# Prentice Winchell
Pour les articles homonymes, voir Winchell.
Prentice Winchell, né le 4 janvier 1895 et mort en février 1976 à Tallahassee en Floride, est un écrivain américain de roman policier. Il est surtout connu sous ses deux principaux pseudonymes Stewart Sterling et Spencer Dean.

## Biographie
Après avoir dirigé des publications techniques, Prentice Winchell crée et produit en 1932 l’émission radiophonique Crime Clues. Puis il écrit des scripts pour des feuilletons télévisés  comme Sherlock Holmes, Jimmy Valentine, Michael Shayne…
Vers la fin des années 1930, il commence à écrire des nouvelles policières dans les pulps. La première paraît dans Black Mask en mai 1939 avec un héros nommé Vince Mallie.
Dans sa carrière d’écrivain, il crée plusieurs héros :
- Ben Pedley, inspecteur du Bureau of Fire Investigation, service rattaché au corps des sapeurs-pompiers chargé des enquêtes policières sur les incendies. Il est présent dans 9 romans
- Gil Vine, détective d’hôtel, présent dans  7 romans.
- Don Cadee, détective d’un grand magasin, présent dans 9 romans

### Stewart Sterling[2]

#### Romans

##### SérieBen Pendley
- Five Alarm Funeral, 1942
- Where There’s Smoke, 1946
- Le Feu quelque part, (Alarm in the Night, 1949), Série noire no 102, 1951
- Une odeur de roussi, (Nightmare at Noon, 1951), Oscar no 20, 1953
- Du feu de Dieu, (The Hinges of Hell, 1955), Série noire no 306, 1956
- Candle for a Corpse, 1957
- Fire on Fear Street, 1958
- Dying Room Only, 1960
- Avec des pincettes, (Too Hot to Handle, 1961), Série noire no 774, 1963

##### SérieGil Vine
- Dead Wrong, 1947
- Un cadavre gisait au 1432, (Dead Sure, 1949), Mystery Club illustré no 1, 1949
- Dead of Night, 1950
- Alibi Baby, 1955
- Dead Right, 1956
- Dead to the World, 1958
- The Body in the Bed, 1959
- Dead Certain, 1960

Et en dehors de ces 2 séries, il écrit, en 1957, avec Dev Collans, I Was a House Detective

#### Nouvelles
- Strictly for Suckers, Black Mask, mai 1939
- Une rousse incendiaire, Super Policier Magazine no 2, février 1954
- Un monstre, (The Well-mannered Monster), Le Saint détective magazine no 47, janvier 1959
- Un curieux médecin, (Corpse Doctor), Le Saint détective magazine no 86, avril 1962
- Incendie au théâtre, (Dying Room only), Le Saint détective magazine no 94, novembre 1962
- Drôle de cuisine !, (Homicide-hot off the Griddle), Le Saint détective magazine no 114, août 1964

### Dexter St. Clare
- Saratoga Mantrap, 1951

### Spencer Dean[3]

#### SérieDon Cadee
- Cherchez l'odeur, (The Scent of Fear, 1954), Un mystère no 248, 1956
- Au Malheur des Dames, (Frightened Fingers, 1954), Un mystère no 266, 1956
- Rayon fillettes, (Marked down for Murder, 1956), Série noire no 409, 1957
- Murder on Delivery, 1957
- Dishonor Among Thieves, 1958
- Tu n'as plus rien à craindre, (The Merchant of Murder, 1962), Le Masque no 764, 1962
- Price Tag For Murder, 1959
- Murder After a Fashion, 1960
- Credit for a Murder, 1961

### Jay de Bekker
- Keyhole Peeper !, 1958

### Dexter St. Claire
- The Lady’s Not for Kiving, 1963

## Filmographie
- Having Wonderful Crime, réalisé par A. Edward Sutherland en 1945

## Sources
- Claude Mesplède, Dictionnaire des littératures policières, vol. 2 : J - Z, Nantes, Joseph K, 2007, 1087 p. (ISBN 978-2-910686-45-1, OCLC 315873361).
- Claude Mesplède, Les années "Série noire" : bibliographie critique d'une collection policière, vol. 1 : 1945-1959, Amiens, Editions Encrage, coll. « Travaux » (no 13), 1992 (ISBN 978-2-906389-34-2)
- Claude Mesplède, Les années "Série noire" : bibliographie critique d'une collection policière, vol. 1 : 1945-1959, Amiens, Editions Encrage, coll. « Travaux » (no 13), 1992 (ISBN 978-2-906389-34-2) Claude Mesplède et Jean-Jacques Schleret, SN, voyage au bout de la Noire : inventaire de 732 auteurs et de leurs œuvres publiés en séries Noire et Blème : suivi d'une filmographie complète, Paris, Futuropolis, 1982 (OCLC 11972030).
- Jacques Baudou et Jean-Jacques Schleret, Le Vrai Visage du Masque, vol. 1, Paris, Futuropolis, 1984, 476 p. (OCLC 311506692).